# サーフィン ドッグ
『サーフィン ドッグ』（原題: Marmaduke）は、2010年のアメリカ合衆国のコメディ映画。ブラッド・アンダーソンとフィル・リーミングによる同名のコミック・ストリップを原作としている。
日本ではビデオスルーとして、2011年7月6日にDVD（レンタルのみ）がリリースされた。

## ストーリー
ウィンスロー家のペットであるマーマデュークは、身体は大きいが何の取り得もなくて家族に迷惑ばかりかけるおバカな雑種犬。飼い主フィルの転職によりカリフォルニア州オレンジ郡へと引っ越したマーマデュークは、フィルと共に訪れたドッグパークで可憐な純血種の犬イゼベルに一目惚れする。しかし彼女はドッグパークを牛耳る純血種のリーダー犬ボスコの恋人だった。嫉妬深くて雑種を軽蔑するボスコに釘を刺されたマーマデュークは同じ雑種犬メイジー達三匹の仲間に入れてもらい、仕事先でもフィルに迷惑をかけながら楽しく過ごしていた。
それでもイゼベルを諦める気がないマーマデュークは彼に淡い恋心を抱くメイジーに恋愛相談をしたり、同じウィンスロー家の飼い猫であるカルロスの協力を得てイゼベルにアプローチを試みた。ある日フィルが提案した会社主催のサーフィンドッグ大会に強制参加させられたマーマデュークは優勝候補のボスコと一騎討ちをするはめになるが、水が苦手なマーマデュークは海に落ちたくない一心でサーフボードに必死に乗り続けた結果まさかの優勝を果たしてしまい人生は一変。ボスコをリーダーの座から降ろして新リーダーに昇格した上、憧れのイゼベルと恋人同士になり夢のような生活を送ることになった。
有頂天となったマーマデュークは、イゼベルや純血種達とパーティー三昧の日々を送る一方でメイジー達を蔑ろにしてしまい、更にはメイジーが理想とするデートシチュエーションを何の悪気もなくイゼベルとのデートで再現してしまい、それを目撃したメイジーはショックを受けてしまう…。

## キャスト
（）内は日本語吹き替えキャスト

### 動物（声の出演）
- マーマデューク: オーウェン・ウィルソン（堀内賢雄）
- ボスコ: キーファー・サザーランド（石住昭彦）
- イゼベル: ファーギー（米丸歩）
- メイジー: エマ・ストーン（高乃麗）
- カルロス: ジョージ・ロペス（中博史）

### 人間（顔出し出演）
- フィル・ウィンスロー: リー・ペイス（花輪英司）
- デビー・ウィンスロー: ジュディ・グリア（藤原美央子）
- ドン・ソーンブリー・: ウィリアム・H・メイシー（広田みのる）

- その他の日本語吹き替え：久保智史／庄司由季／丸山雪野／川島悠美／中田隼人／青木強／宮本崇弘／遠藤大智／小泉隼人